# 老人語
老人語 （ろうじんご）とは、言語を位相的に捉えた時の分類の一つで、高齢者の言語主体に特徴的な語彙・表現。また、役割語において、人物が高齢であることを表現するために用いられる特定の表現である。類似の概念に児童語や若者語等がある。

## フィクションにおける老人語
漫画やアニメ、SF小説等の作品内では、高齢であることがストーリー上、重要な意味を持つ登場人物の言葉づかいに、一人称「わし」や語尾「じゃ」、打消し「ぬ（ん）」といった特定の言い回しが、しばしば用いられる。金水敏によれば（国際的な研究者のcommunityにおいて、このような表現は金水敏が最初に指摘した場合にだけ許される表現であるが、引用文献の出版が2003年と新しすぎる。このままでは研究史の捏造あるいは剽窃が疑われるので初出の文献を引用すべき）、このような「老人語」は、江戸時代の上方語が起源で、18世紀後半以降、セリフの約束事として、老人や知識人を表現するための役割語として芝居や戯作等の世界で使われだし、それが明治時代以降、小説や漫画などにも広まり、定着したものである。
江戸時代初期、江戸の町では各地の方言が混在して使われていたが、その中で上方の言葉は相対的に威信を持っていた。江戸時代中頃より、東国的な表現を基本とする江戸語が新しい共通語として形成されていったが、若年層がこれを自分達のことばとしたのに対し、高齢者層、特に知識人層には、依然として上方風の保守的な言葉を使う人々が多かった。このような高齢者の話し方は、歌舞伎や戯作、落語、講談等の中で誇張して描かれ、「老人語」として定着していった。その伝統は近代以降、少年雑誌や漫画に受け継がれ、特に『少年倶楽部』や手塚治虫の強い影響によって、高齢の博士等の台詞に老人語が多用されるようになった。このような役割語は文化的ステレオタイプの一つであり、役割語における老人語は、物語の中で主人公を導く助言者、主人公を苦しめる悪玉（影）、高齢であることに起因する行動によって人物間の関係を調整する役（トリックスター）の3類型の登場人物に特に顕著に認められる。
時代劇などでは、このような話し方を、高齢でなくとも大名や代官などの貴人、学者、医師、僧侶、あるいは欲深な富裕層などが用いることが少なくないが、これも昔の知識人の言葉遣いというイメージと関係すると思われる。明治時代になってから、「維新の元勲」や政治家、軍人に西日本出身者が多かったこと（薩長土肥）も影響しているとされる。

## 実世界における老人語
実世界においても、特定の語彙や表現が「老人語」とされることがある。ただし、米川明彦の1995年の著述によれば、「老人語」という概念は学術用語として確立したものではない。

### 『新明解国語辞典』における老人語
1972年に刊行された『新明解国語辞典』は、女性語や学生語等と並んで、「ことばの使用相のレッテル」の一つに老人語を設定し、話題となった。
『新明解国語辞典』の項目としての「老人語」の定義は、「すでに青少年の常用語彙の中には無いが、中年・高年の人ならば日常普通のものとして用いており、まだ文章語・古語の扱いは出来ない語」というものであり、例として「日に増し・平に・ゆきがた・よしなに・余人（よにん）」を上げている。また、初版の編集方針において、類義語の弁別において、「漢語的表現・老人語などの名称のもとに」違いを説明するとし、さまざまな語彙の説明に「老人語」や「老人語的」と記した。
これに対して、初版発行直後から、外山滋比古や朱牟田夏雄など複数の知識人が、「自分の常用語に怪しからぬレッテルを貼られた」という視座の論陣を張り、物議を醸した。一方で、米川明彦は、1990年代に『新明解国語辞典』の「老人語」を高齢者が実際に使用しているかを調査し、これらの語彙は、実際にはほとんど死語であると述べている。
なお、『新明解国語辞典』第4版（1989年）以降、版を改めるごとに、一部の語彙において「老人語」という説明を「古風な表現」「やや改まった表現」などに改めたり、「老人語」の説明を削除したりし、第7版（2012年）で「老人語」という説明は完全に廃された。

### その他の老人語研究
米川明彦は、老人語を以下の3種に分類し、収集している。
1. やがて死語となる可能性の高い、当時代の一般的なことばよりも古い語彙・言い回し
2. 高齢に伴なう身体的制約によって発音が変化した語彙（鼻音・破裂音の弾音での代替等）や、その年代の言語習得時にその発音が一般的に存在しなかったために類音で代替された語彙（[ti]・[di]を[te]・[ʧi]・[de]等で代替、[ʤe]を[ze]で代替等）
3. 高齢者特有の誤用

また老人語研究の目的として、言語にあらわれた社会変化の様相の解明、高齢者と若年者の間のギャップの解明、老人語の言語的特徴の解明の3つをあげる。

## 老人語の一覧
『新明解国語辞典』において「老人語」「老人語的」とされた語彙とその語義を掲げる
。

### あ
- 愛着（あいじゃく） : あいちゃく
- 商人（あきゅうど） : あきんど
- 明（あき）らめる : 明らかにする（さとる）
- 開け放つ（あけはなつ） : 開け放す
- 朝湯（あさゆ） : 朝ぶろ
- 扱い（あつかい） : 仲裁
- 跡式（あとしき） : 家督（相続）
- 雨催い（あまもよい） : あまもよう[17]
- 案内 > ご案内でしょうが : ご承知でしょうが
- 安気（あんき） : 安心。気楽
- いかさま : いかにも・なるほど
- いかつい : ごつい
- いかな（如何な） : どんな[18]
- いかばかり（如何許） : どれほど[19]
- いかよう（如何様）: どのよう[19]
- 行きしな（いきしな） : ゆきがけ
- 生ける（いける） : 生かす
- いずれ > いずれも様（-さま） : おとくい（お近づき）の皆様
- 異存（いぞん） : 不服
- 一儀（いちぎ） : あの事〔性行為のえんきょく表現〕[17]
- 痛事（いたごと） : 費用がかかったりして苦しい事柄
- 一言（いちごん） : いちげん
- 一定（いちじょう） : きっと
- 一時に（いちどきに） : 一度に
- 一廉（いっかど） : ひとかど
- いっかな : いつまで経っても
- 一家（いっけ） : いっか
- 異な（いな） : 理屈を超えていて納得出来ない（不思議に感じられる）
- 乾（いぬい） : 北西
- 胃の腑（いのふ） : 胃袋
- 今時分（いまじぶん） : 今ごろ
- 今以て（いまもって） : いまだに
- 音信（いんしん） : おんしん
- 穿つ（うがつ） : 穿（は）く
- 艮（うしとら） : 北東
- 失せる（うせる） : 死ぬ
- 内隠し（うちかくし） : 内ポケット
- 絵図（えず） : 画像
- 栄耀（えよう） : えいよう
- 選りに選って（えりにえって） : よりによって
- 縁者（えんじゃ） : 親類
- 往還（おうかん） : 街道[20]
- 大年（おおとし） : おおみそか
- 大風（おおふう） : おうへい
- 御辞儀（おじぎ） : 遠慮
- 御宝（おたから） : お金
- 越権（おっけん） : えっけん[21]
- 越年（おつねん） : えつねん[22]
- おとつい : おととい
- 女子（おなご） : 女の子供[23]
- おなじい : 同じ
- 覚（おぼ）える : 思われる

### か
- かいくれ : 全く・かいもく
- 回章（かいしょう） : 回覧状・返書
- 回文（かいぶん） : 回覧状
- 隠し（かくし） : ポケット
- 霍乱（かくらん） : 日射病・急性腸カタルなど、夏起こしやすい急性の症状
- 欠け（かけ） : かけら
- 陰言（かげごと） : 陰口
- 架け橋（かけはし） : なかだち
- 瘡気（かさけ） : 梅毒の気味
- 貸し間（かしま） : 貸室
- 風邪心地（かぜここち） : かぜけ
- 片片（かたかた） : かたほう
- 堅人（かたじん） : 堅物
- 互替わり（かたみがわり） : かわるがわる
- 家中（かちゅう） : 一緒に寝起きしている家族
- 活計（かっけい） : 生計
- 合点（がってん） : 相手の発言の趣旨を理解（して、了解の意を表明）すること
- 活動（かつどう） : 映画、映画館（活動写真から）
- 金山（かなやま） : 鉱山
- かね : おはぐろ
- 我慢（がまん） : 少しくらい自説に無理が有ると分かっていても、意地で主張を通す様子
- 斯様（かよう） : このよう
- 厠（かわや）: 便所。
- かわゆい : かわいい[24]
- 願立て（がんだて） : 願かけ
- 気（き）がふれる : 気が狂う
- 聞き事（ききごと） : 聞くだけの値打ちが有る事
- ぎごちない : ぎこちない
- 気散じ（きさんじ） : 気楽
- 気随（きずい） : 気まま
- 生直ぐ（きすぐ） : まじめで、言行を飾らない
- 吉左右（きっそう） : 吉報
- きなか : わずかの物
- きびしょ : 急須
- ギヤマン : カットグラス
- 玉顔（ぎょくがん） : 天皇の顔色
- 着類（きるい） : 衣類
- 近所合壁（きんじょがっぺき） : 近所の家いえ
- 食い料（くいりょう） : 食べ物・食費
- 口舌（くぜつ） : （男女間の）言い争い
- 軍師（ぐんし） : 参謀
- 褻（け） : ふだん
- 境界（けいかい） : 土地のさかい
- 下座（げざ） : しもざ
- 懸想（けそう） : 異性を恋い慕うこと
- 結句（けっく） : 結局
- 下人 : 身分の卑しい者。
- ケビン : キャビン
- 気わい（けわい） : 気配
- 幻灯（げんとう） : スライド
- けんのん : あぶない（くて不安だ）
- 見聞（けんもん） : けんぶん
- 御一新（ごいっしん） : 明治維新
- 後架（こうか） : 便所
- 高直（こうじき） : 高価
- 後室（こうしつ） : 未亡人
- 工銭（こうせん） : 工賃
- 剛の者（ごうのもの） : 豪傑
- 黄白（こうはく） : お金
- 首（こうべ） : くびから上の部分
- 高名（こうみょう） : こうめい（高名）・手柄
- 粉薬（こぐすり） : こなぐすり
- 獄屋（ごくや） : 牢獄
- 後刻（ごこく） : のちほど[18]
- こころしらい : 心づかい
- 御座ります（ござります）・御座んす : ございます
- 腰帯（こしおび） : 腰ひも
- 故主（こしゅ） : 旧主
- 固執（こしゅう） : こしつ
- 御仁（ごじん） : お人
- 忽然（こつねん） : こつぜん
- 後日（ごにち） : ごじつ
- 此の中（このじゅう） : この間じゅう
- 御不浄 : 便所 [25][26]
- 腓（こむら） : 脹脛（ふくらはぎ）
- 此奴（こやつ） : こいつ
- 小用（こよう） : ちょっとした用事。小便
- 懲らす（こらす） : 懲らしめる
- 此れ許り（こればかり） : これと言えるほどの
- 御覧じろ（ごろうじろ） : 御覧なさい
- 言下（ごんか） : げんか（言下）
- 今生（こんじょう） : この世（に生きている間）
- 権助（ごんすけ） : 下男
- 根治（こんち） : こんじ（根治）
- 今日様（こんにちさま） : 太陽
- 懇望（こんぼう） : こんもう

### さ
- 妻（さい） : 家内
- 在方（ざいかた） : いなか
- 在宿（ざいしゅく） : 在宅
- 作事場（さくじば） : 工事現場
- 指し（さし） : ものさし
- 差し合い（さしあい） : さしつかえ
- 差し越す（さしこす） : （送って）よこす
- 差し遣る（さしやる） : おしやる
- 定めて（さだめて） : 定めし
- 数奇（さっき） : すうき
- さっしゃる : お（ご）…なさる
- 然様（さよう） : そうです[27]
- 然らば（さら ば） : それでは
- 然れば（されば） : そうであれば・それならば
- 算（さん）を置く : 計算する・占う
- 地方（じかた） : いなか
- 仕儀（しぎ） : 当初は予想だにしなかった、事の展開
- 直談（じきだん） : じか談判
- 退る（しさる） : 退く
- じじい : 祖父
- 肉置き（ししおき） : 肉付き[17]
- 認める（したためる） : 食事をする
- 実正（じっしょう） : 確か・本当
- 実体（じってい） : 実直
- 実名（じつみょう） : じつめい
- 実以て（じつもって） : 実に
- じぶくる : だだをこねる・理屈をこね回す
- 自儘（じまま） : 気まま
- 仕向け（しむけ） : 待遇
- 杓（しゃく） : ひしゃく
- 癪（しゃく） : 腹痛・胃けいれんなどのために起こる、胸部・腹部の劇痛で、中高年の女性に多い
- 借銭（しゃくせん） : 借金
- 舎兄（しゃけい） : 自分の兄
- 舎弟（しゃてい） : 自分の弟
- 差別（しゃべつ） : さべつ
- 主（しゅう） : 主人・主君
- 主従（しゅうじゅう） : しゅじゅう
- 祝着（しゅうちゃく） : 喜ばしい・めでたい
- 宿料（しゅくりょう） : やどちん
- 出精（しゅっせい） : 一生懸命に仕事をすること
- 鐘楼（しゅろう） : しょうろう
- 生（しょう） : いのち[17]
- 定（じょう） : その通り
- 承引（しょういん） : 承諾
- 蒸気（じょうき） : 小型の蒸気船
- 情強（じょうごわ） : 強情[17]
- 上座（じょうざ） : かみざ
- 生死（しょうし） : せいし
- 情緒（じょうしょ） : じょうちょ
- 招待（しょうだい） : しょうたい
- 生年（しょうねん） : とし
- 状袋（じょうぶくろ） : 封筒
- 正目（しょうめ） : 正味[17]
- 初口（しょくち） : 何かの初めの方[17]
- 食養（しょくよう） : 食事療法[17]
- 書見（しょけん） : 読書
- 嬢ちゃん（じょっちゃん） : お嬢さん
- 所望（しょもう） : （して）ほしいと望むこと
- 所労（しょろう） : （精神的な）疲れによる病気
- 諸訳（しょわけ） : こみいった事情（事柄）
- 知り人（しりびと） : 知合い
- 知（し）れきった : 分かりきった
- 痴れ言（しれごと） : ばかげた言葉
- 仁（じん） : 〔徳行・見識の持主としての〕人[17]
- 身上（しんしょう） : 生活の経済的基盤としての資産（の状態）・生活のより所としての所帯
- 進（しん）ぜる : 差し上げる
- 親父（しんぷ） : ちち
- 身命（しんみょう） : しんめい
- 新家（しんや） : 新宅
- 頭（ず） : あたま[17]
- 水気（すいき） : 水腫
- 図絵（ずえ） : 絵・図面
- 末始終（すえしじゅう） : のちのち（まで）
- 末々（すえずえ） : のちのち
- すぎわい : 食って行くための職業[17]
- 退る（すさる） : しりぞく
- 墨金（すみがね） : 曲尺
- 寸尺（すんしゃく） : 長さ・寸法
- ずんと : ずっと
- 咳き上げる（せきあげる） : しゃくりあげる
- 席末（せきまつ） : 末席
- 殺害（せつがい） : さつがい[17]
- 雪隠（せっちん）: 便所[17]
- 銭（ぜに） : お金[28][29]
- 競（せ）る : 鎬を削って戦う
- 前（ぜん） : ある時点よりまえ
- 先度（せんど） : さきごろ
- 造作（ぞうさ） : もてなし[30]
- 其処な（そこな） : そこに有る（居る）
- ソップ : スープ[17]
- 訴人（そにん） : 訴え出る
- 其の儀（そのぎ） : その事
- 染（そ）む : 染まる[17]
- 其奴（そやつ） : そいつ
- 空合（そらあい） : 空模様
- 暗覚え（そらおぼえ） : 暗記[17]
- 空音（そらね） : うそ
- 諳じる（そらんじる） : 暗誦する
- 存生（ぞんじょう） : この世に生きている
- 存じ寄り（ぞんじよりー : 意見[17]
- 存（ぞん）じる・存ずる : その事実を知って（覚えて）いる・そのように考える（思う）[17]

### た
- 大願（だいがん） : たいがん
- 代書（だいしょ） : 代筆[17]
- 大勢（たいぜい） : おおぜい[17]
- 他出（たしゅつ） : 外出
- 尋ね物（たずねもの） : 捜し物[17]
- 巽（たつみ） : 南東
- 為に（ために） : そのために
- 誰か（たれか） : だれか
- 探察（たんさつ） : 探索
- 段段（だんだん） : あの事やこの事
- たんと : たくさん
- 近頃（ちかごろ） : 非常に・大変[17]
- 遅参（ちさん） : 遅刻
- 地代（ちだい） : じだい[17]
- 茶話（ちゃばなし） : 茶飲み話
- 中気（ちゅうき） : 中風
- 昼食（ちゅうじき） : ひるめし
- 費え（ついえ） : むだな出費[17]
- 月の物（つきのもの） : 月経[17]
- 付け札（つけふだ） : 付箋
- 罪する（つみする） : 罰する
- 頭（つむり） : あたま[17]
- てづま : 手品[17]
- 父（てて） : ちち[17]
- ても : さても[17]
- 照雨（てりあめ） : 天気雨
- 点眼水（てんがんすい） : 目薬
- 田地（でんじ） : でんち
- 同座（どうざ） : 連坐[17]
- 当時（とうじ） : 現在
- 唐物（とうぶつ） : 舶来品[17]
- 同苗（どうみょう） : 同じみょうじ
- 得分（とくぶん） : もうけ
- 年の頃（としのころ） : 年ごろ[17]
- 年配（としばい） : ねんぱい
- とど : 結局
- とばかり : ちょっとの間
- 土用休み : 夏休み
- 取り上げ婆（とりあげばば） : 産婆

### な
- 内儀（ないぎ） : 商家の主婦
- 内室（ないしつ） : 他人の妻の敬称[17]
- 中にも : なかでも
- ながら : その同類が、そろってそのまま同じ状態にあることを表わす[31]
- なからい : 親しい間柄[17]
- 半半尺（なからはんじゃく） : 中途半端[17]
- 何（なに）がな : なんなりとも[17]
- 何様（なにさま） :  なにしろ
- なんじょう : どうして[17]
- なんぞ : など[17]
- 何時（なんどき） : 時刻を問う「何時」・いつ
- 女性（にょしょう） : 婦人[17]
- 女体（にょたい） : じょたい[17]
- 女人（にょにん） : 女性[32]
- 人徳（にんとく） : じんとく[17]
- 人人（にんにん） : それぞれの人[17]
- ぬ : ない
- 値（ね） : 値段

### は
- 売買い（ばいかい） : 売り買い[17]
- 墓所（はかしょ） : 墓場[17]
- はすかい : 斜め[17]
- 末裔（ばつえい） : まつえい
- 末子（ばっし） : まっし
- 末席（ばっせき） : まっせき
- ばばあ : 祖母
- 晩方（ばんがた） : 夕方
- 晩景（ばんけい） : 夕方
- ハンケチ : ハンカチ
- 半ドン : 土曜日[28][33]
- 引き具す（ひきぐす） : 引き連れる[17]
- 美形（びけい） : 美人、特に美人芸者
- 坤（ひつじさる） : 西南[17]
- 人音（ひとおと） : 人の来る（居る）らしい音
- 日（ひ）に増（ま）し : 日増しに[17]
- 平に : 望みをかなえてほしいと強く頼む気持を表わす
- 風邪（ふうじゃ） : かぜ（ひき）
- 不治（ふち） : ふじ
- 別儀（べつぎ） : ほかの事
- 別品（べっぴん） : 顔かたちの美しい女性[28][34]
- 変換（へんがえ） : 変改
- 偏執（へんしゅう） : へんしつ
- 変名（へんみょう） : へんめい
- 判官贔屓（ほうがんびいき） : はんがんびいき
- 方図（ほうず） : それを限度としてとどまる所
- 疱瘡（ほうそう） : 天然痘[17]
- 方法（ほうぼう） : ほうほう
- 臍（ほぞ） : へそ
- 臍の緒（お） : へそのお[17]
- 法主（ほっしゅ） : ほうしゅ
- 発疹（ほっしん） : はっしん[17]
- 本（ほん）に : どんな点から見ても疑い無くそうだと判断される様子〔関西方言〕
- ポンス : ポンチ[35][17]

### ま
- ま : もう〔＝さらに付け加えて〕
- 前方（まえかた） : 以前・未熟[17]
- まする : ます
- 瞬（またた）く : まばたく
- まま : 御飯[17]
- 水菓子（みずがし） : 果物[17]
- 身丈（みたけ） : 身長
- 道すがら : 道みち[36]
- 道中（みちなか） : 目的地に行く途中
- 見残（みのこ）す : 見捨てる
- 耳飾り : 耳たぶにつける飾り[28][37]
- みょうと : めおと
- 名目（みょうもく） : めいもく[17]
- 名聞（みょうもん） : 世間の評判[17]
- 身寄り（みより） : （いざという時、たよって行くことが出来る親類）[38]
- 結（むす）ぼれる : ゆううつな状態になる[17]
- め : 自分を低いものとして、けんそんする気持を表わす（私め等）[17]
- 目を落とす : 死ぬ
- 申し出で（もうしいで） : もうしで[17]
- 申し聞ける : 申し聞かせる[17]
- 黙然（もくねん） : もくぜん[39]
- もし : 呼びかける時に使う[17]
- 若し夫れ（もしそれ） : では次の事はどうだろうか、という意味で論調を改める時に使う[17]
- もそっと : もすこし
- 物入れ（ものいれ） : ポケット
- 物取り（ものとり） : どろぼう・おいはぎ[20]

### や
- やいと : 灸
- 役儀（やくぎ） : 役[17]
- 夜前（やぜん） : きのうの夜
- ヤソ : イエスキリスト・キリスト教（徒）[17]
- やっとう : 剣術[17]
- 宿（やど） : その人の住む家・奉公人にとって自分の家である親許・その家の主人である、自分の夫
- 宿替え : 転居[40]
- 宿賃（やどちん） : 宿泊料
- 闇闇（やみやみ） : むざむざ[17]
- 夕景（ゆうけい） : 夕方
- 故由（ゆえよし） : わけ・いわれ[17]
- 行方（ゆきがた） : ゆくえ[17]
- 雪催い（ゆきもよい） : ゆきもよう[31]
- 遊山（ゆさん） : ピクニック
- 湯銭（ゆせん） : 入浴料金
- 湯殿（ゆどの） : ふろ場
- ゆるり : ゆっくり[17]
- 洋行（ようこう） : 欧米への旅行・留学
- 漸う（ようよう） : ようやく[17]
- よしなに : いいように・よろしく
- 夜中（よじゅう） : 一晩じゅう
- 余人（よにん） : よじん[41]
- 嫁女（よめじょ） : よめ

### ら
- 落着（らくじゃく） : らくちゃく
- 離縁（りえん） : 夫の方から妻を去る
- 料簡（りょうけん） : がまんして許す
- 療治（りょうじ） : 治療
- 旅用（りょよう） : 旅費[17]
- 連中（れんじゅう） : れんちゅう
- ロイマチス : リューマチ
- 老若（ろうにゃく） : ろうじゃく
- 牢脱け（ろうぬけ） : 牢破り
- 老婆心切（ろうばしんせつ） : 老婆心
- 路次（ろじ） : 道すがら・道中

### わ
- わい : 終助詞。そのことについて快・不快などの気持をこめて、改めて受けとめる（思い起こす）ことを表わす。
- 患い（わずらい） : 病気でぐずぐずしていること
- わっぱ : 男の子